# Maasbrug bij Wezet

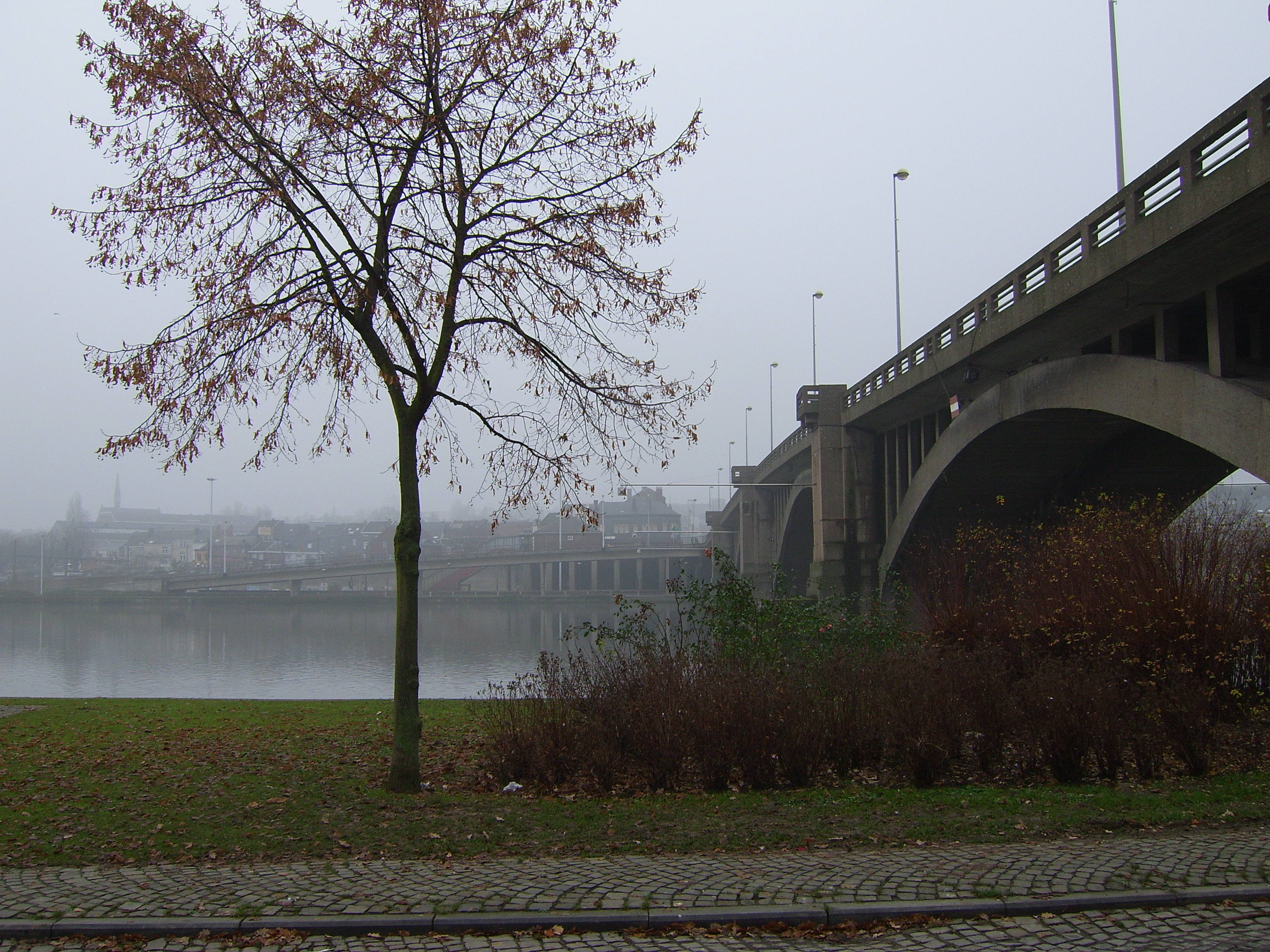
De brug

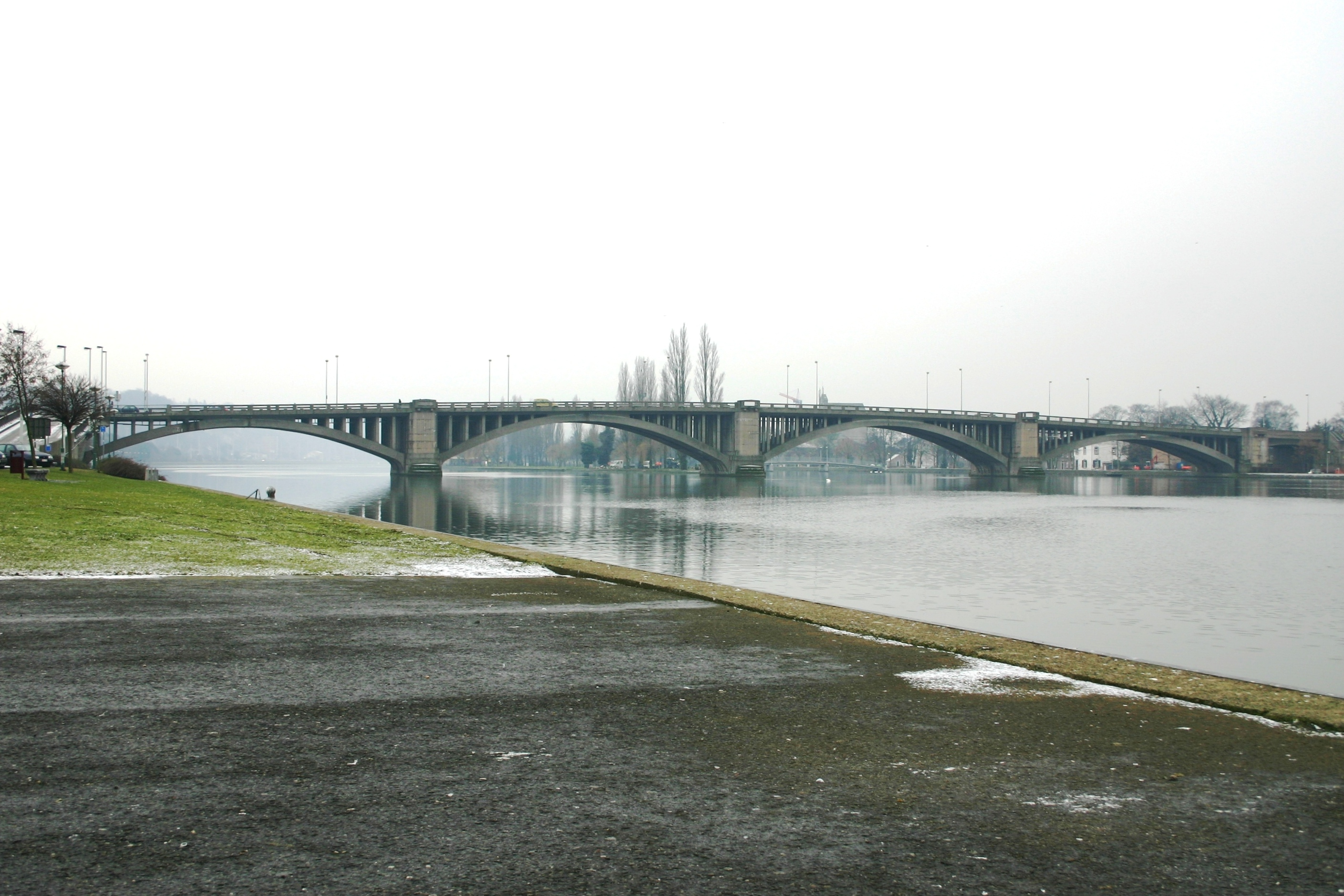
Zijaanzicht

De Maasbrug bij Wezet is een verkeersbrug bij de Belgische plaats Wezet (Visé) over de rivier de Maas. De brug is van gewapend beton.
De brug is onderdeel van de N618. Even verderop ligt de brug van Haccourt over het Albertkanaal.